# 英格蘭橄欖球聯合會
英格蘭橄欖球聯合會，正式名稱為橄欖球聯合會（Rugby Football Union，RFU），是英格蘭橄欖球運動的官方組織，主要任務是籌辦國際賽、培訓運動員與裁判，總部位於大倫敦市推肯漢的推肯漢球場內。
英格蘭橄欖球聯合會成立於1871年，是世界第一個全國性橄欖球運動組織。

## 外部連結
- Official website 英格蘭橄欖球聯合會（RFU）官方網站